# Cadaeic Cadenza
Cadaeib Cadenza es el nombre de un poema compuesto en 1996 por el matemático estadounidense Mike Keith, como una regla mnemotécnica para conocer los primeros 3835 dígitos de π. 
El nombre Cadaeib surge a raíz de sustituir cada letra por el lugar que ocupa en el diccionario. Así:
C=3, A=1, D=4, A=1, E=5, I=9, B=2.
Dando así las primeras 7 cifras de π. Nótese que la séptima letra debería ser una "b", dado que π=3.14159265...
En el poema, las cifras de π se hallan sustituyendo el número de letras de cada palabra por su número respectivo. En el caso del cero, éste se representa mediante una palabra de 10 letras. Cuando una palabra tiene más de 10 letras se trata de dos números que aparecen seguidos. Por ejemplo, una palabra de 12 letras representa un 1 y un 2 seguidos.
Este poema, inspirado en un poema anterior de Keith llamado "Near a Raven", en el cual se podía conocer las primeras 740 cifras del número π. Este último es también el comienzo de «Cadaeic Cadenza».
Otra curiosidad del poema es la sección 12 de la misma, que no solo representa cifras de π, sino que además es un acróstico: si se unen cada una de las primeras letras de cada frase se pueden formar las primeras cifras de π.
También es un lipograma, o sea, un texto en el cual se omite deliberadamente una letra o un conjunto de letras, en este caso la o, que se trata de la tercera letra más usada en el idioma inglés. Esto convierte a Cadaeic Cadenza en un récord en cuanto a escritura obligada relacionada con el número π, y también uno de los ejemplos más grandes de pifilología.